# Moto Guzzi V100 Mandello
La V100 Mandello est un modèle de moto sport-GT à l'allure de roadster du constructeur italien Moto Guzzi, dévoilé à l'occasion de son centenaire en 2021. C'est lors du salon EICMA à Milan, le 23 novembre 2021, que la nouvelle Moto Guzzi est découverte officiellement par le public. Elle symbolise une étape importante de l'évolution des modèles de la marque avec un design mainstream dont quelques références aux modèles antérieurs demeurent toutefois visibles. Un nouveau moteur de 1 042 cm3 plus court de 103 mm que le moteur de la V85 TT, non plus refroidi par air mais par liquide, accentue l'orientation plus moderne du modèle. Il représente la pierre angulaire du projet qui vise à remplacer les moteurs de plus forte cylindrée disparus définitivement de la chaîne de production de Mandello del Lario en 2021 faute d'avoir pu répondre aux nouvelle normes Euro 5 entrées en vigueur le 1er janvier 2017. La V100 Mandello inaugure un système aérodynamique de protection au vent animé par deux ailettes qui se déploient sur les côtés de son réservoir. Cet équipement inédit sur une moto est géré électroniquement.

## Présentation avant commercialisation
Début 2021, la page du site officiel dédiée au centenaire de la marque affichait une image miniature floutée parmi la liste des modèles du fabricant, laissant présager la sortie imminente d'un modèle d'importance.
Si quelques photos floues ont également parcouru la presse et Internet au mois d'août 2021, la présentation de la V100 n'est toutefois officialisée qu'en novembre au Salon de la moto de Milan.
Publiées le 26 août 2021, des photos de mauvaises qualité, floues et en basse résolution, font le tour des sites Internet spécialisés et des réseaux sociaux, après leur publication initiale sur le site moto.it. Ces photos laissent entrevoir une ligne à la fois classique et moderne ainsi que l'adoption d'un tout nouveau moteur refroidi par liquide que les journalistes estiment être proche de 1 000 cm3.
Quelques jours plus tard, une vidéo de présentation officielle est présentée par Moto Guzzi et une séance de presse est organisée au Musée pour une première présentation du modèle de production. Des images officielles sont dès lors disponibles et beaucoup d'informations, ainsi que les orientations techniques, sont confirmées. Une vidéo amateur prise lors de cette présentations aux journalistes circule également et laisse entendre le son du moteur en avant-première.
Le site Internet de la marque dédie une page spéciale au modèle le même mois en donnant rendez-vous à l'EICMA pour la présentation définitive publique en novembre.

## Caractéristiques générales
Ce modèle affiche un mélange de modernité et de tradition. Certains éléments esthétiques, en particulier dans sa livrée rouge, rappellent les modèles anciens tels que la Quota, la 850 Le Mans ou encore les Centauro et MGS-01 Corsa, tandis que le moteur à refroidissement par liquide et l'aspect dynamique de l'ensemble évoquent la volonté de renouvellement de la marque.
Le nouveau bicylindre en V de plus grosse cylindrée 1 000 cm3 spécialement développé pour répondre aux normes Euro 5 et à venir est clairement l'élément le plus important de la conception de la V100.
Un concept qui situe la moto entre les GT et les roadsters rend la V100 difficile à comparer à d'autres modèles de la marque ou de la concurrence, ce qui constitue également une caractéristique forte de ce deux-roues.

### Caractéristiques techniques
- Nouveau moteur en V et système de refroidissement par liquide, inédit sur une moto de la marque italienne. Garant d'un meilleur refroidissement, cette architecture permet de développer plus de puissance. C'est un moyen également de faire passer les dernières normes antipollution avec plus de facilité[11]. On peut y voir une référence voulue à la Ottocilindri, pionnière de ce type de refroidissement en compétition.
- Monobras oscillant arrière intégrant la transmission par cardan.
- Saute-vent et carrosserie enveloppants, d'une pièce de l'avant au niveau du phare jusqu'en dessous du siège, auxquels s'ajoute un système aérodynamique adaptatif[12] composé d'ailettes latérales.
- Fourche inversée à l'avant et mono-amortisseur arrière (placé latéralement). Suspensions actives Ölhins sur la version S.
- La consommation moyenne donnée par le constructeur est de 4,7 L aux 100 km. Le réservoir de 17 L permettrait ainsi une autonomie de 350 km[12].

## Face à la concurrence
Plusieurs modèles sont susceptibles de concurrencer la Moto Guzzi V100 comme la Yamaha Tracer 900 avec son look hybride de GT et de sportive haut-perchée qui rappelle sa devancière la Yamaha TDM, la BMW R 1250 RS, réputée pour sa polyvalence de sport-GT, ou bien encore la plus récente versatile Honda NT 1100 2022.

## Tarif
Son tarif à sa sortie en France est de 15 499 € pour le modèle de base et de 17 999 € pour le modèle S.
L'édition limitée Aviazione Navale est quant à elle affichée à 16 500 €.

## Coloris disponibles
La Mandello est disponible à sa sortie en quatre versions : Bianco Polare et Rosso Magma pour le modèle de base et deux coloris bi-ton pour le modèle S (Verde 2121 et Grigio Avanguardia ou noir et gris anthracite Grigio Avanguardia),, réminiscent des modèles Centenario, marquant le centenaire et rappelant notamment les teintes de la Ottocilindri.
Une version limitée à 1 913 exemplaires numérotés (1913 étant l’année de création de l‘aéronautique navale italienne, l‘Aeronautica Militare) dénommée « Aviazione Navale » est également proposée au catalogue avec une livrée spécifique au ton gris satiné complété de motifs blancs.

## Inspiration, un héritage historique
En dépit d'un design et d'une motorisation novateurs pour la marque, la Mandello V100 affirme une filiation avec les modèles historiques majeurs du constructeur de Mandello del Lario. En témoigne par exemple la forme montante de la selle sur le réservoir dont la partie supérieure est noire comme sur la 850 Le Mans. Les proportions du semi-carénage de tête de fourche avec ses ailettes aérodynamiques actives font deviner la parenté avec la 850 Le Mans III et 1000 Le Mans. L'allure générale, la position de conduite droite ainsi que la hauteur et la garde au sol plus élevées que les roadsters habituels de la marque, rappellent la Quota.

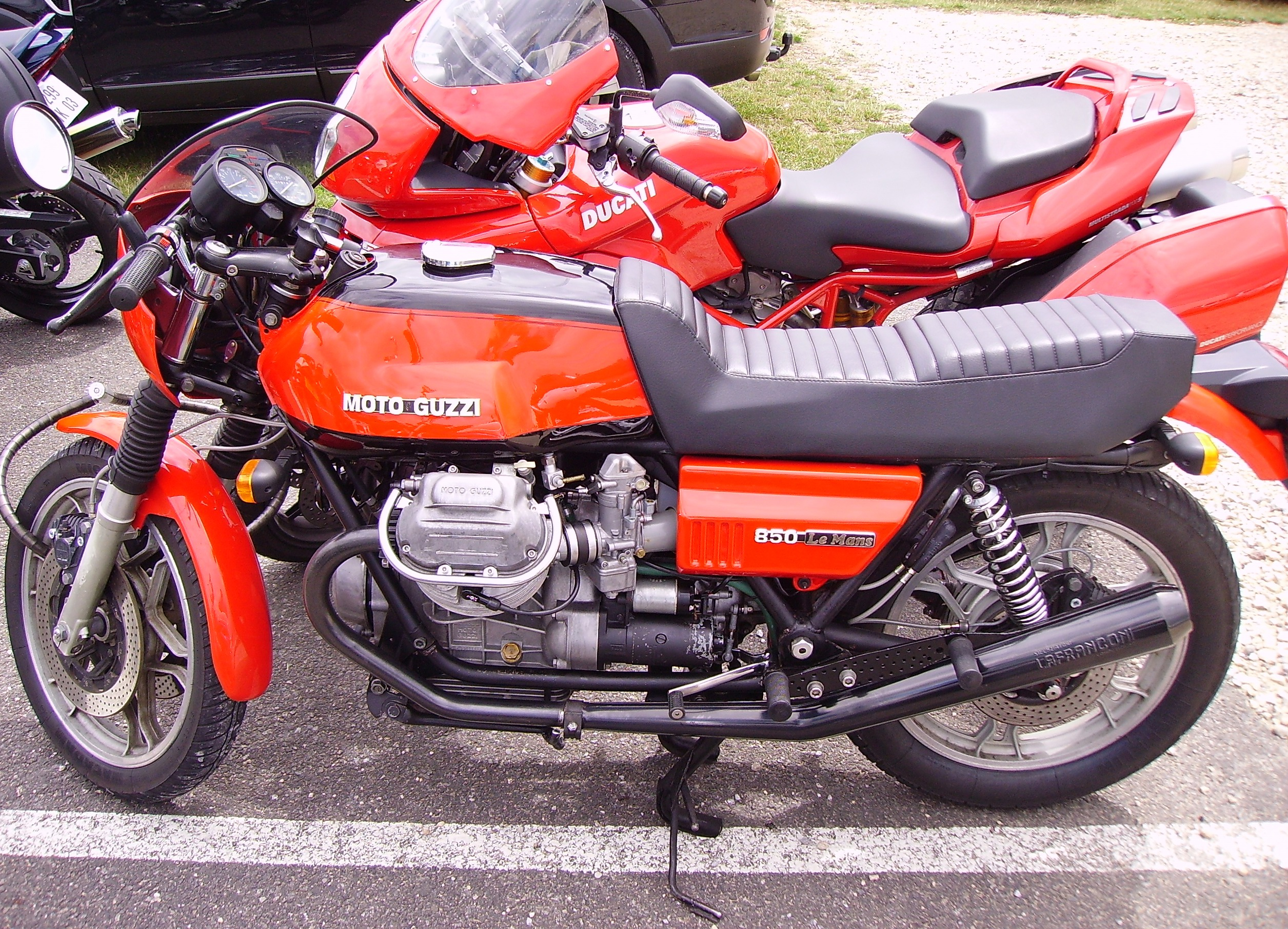
Moto Guzzi 850 Le Mans.
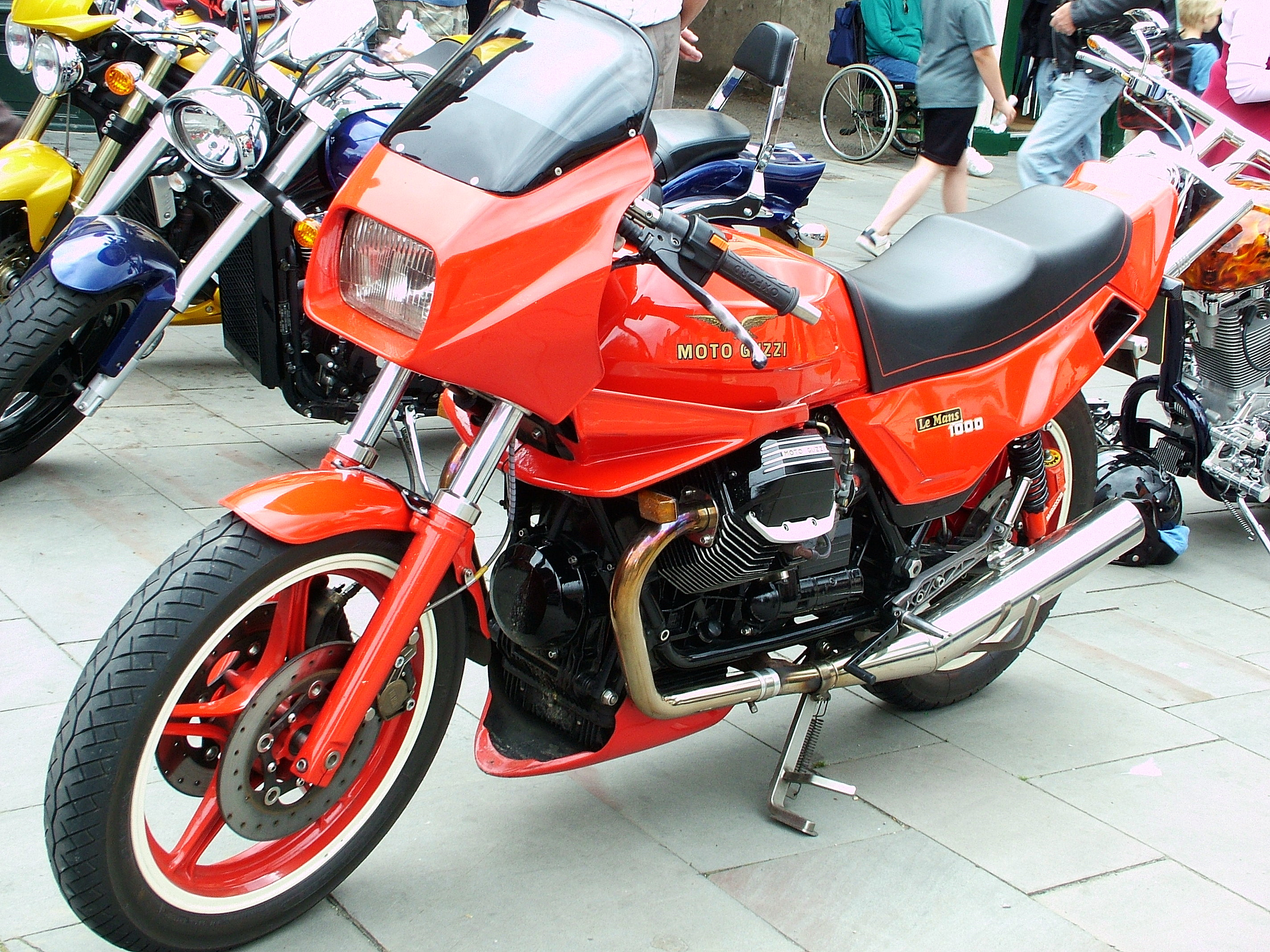
Moto Guzzi 1000 Le Mans.
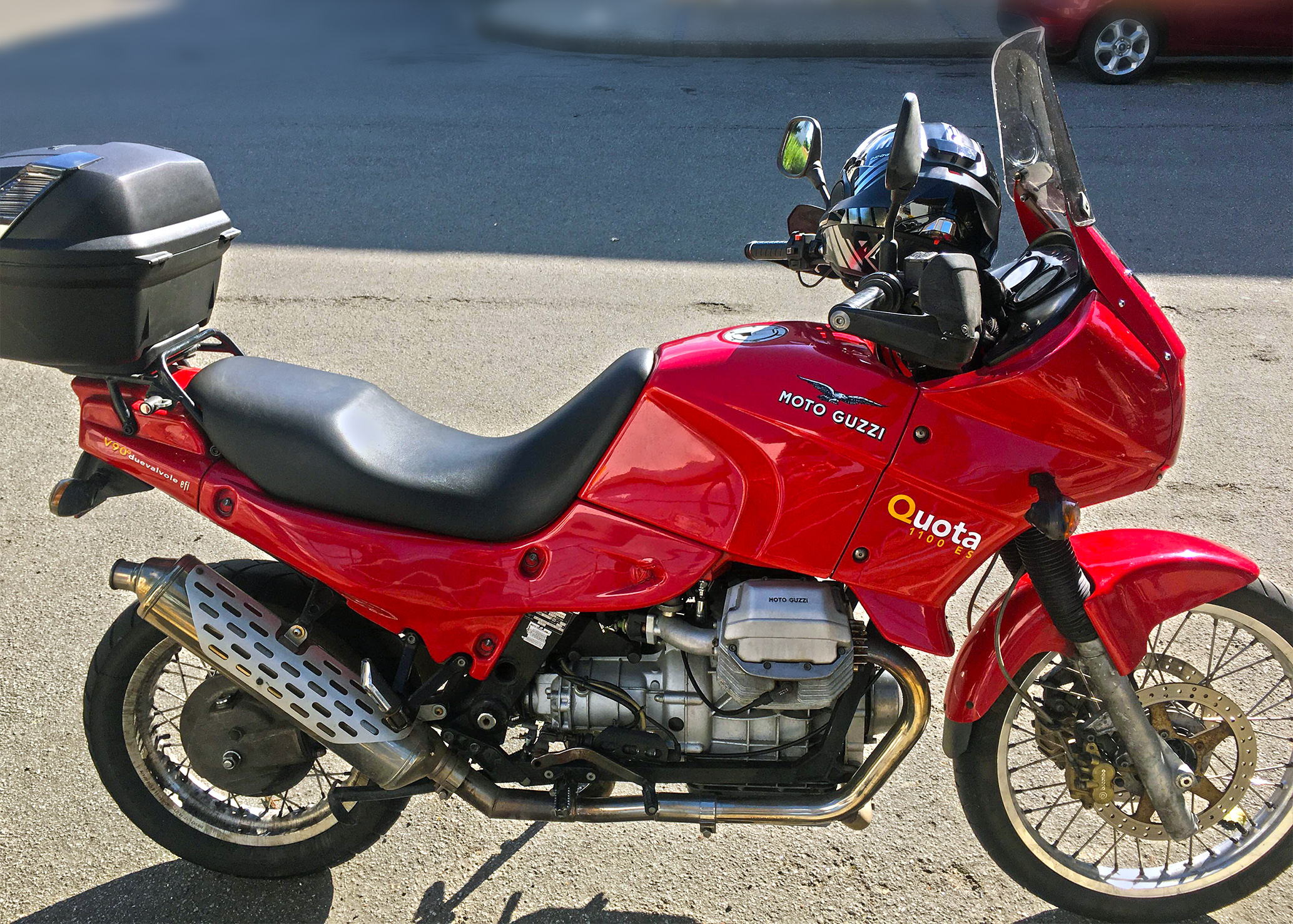
Moto Guzzi Quota 1100 ES.
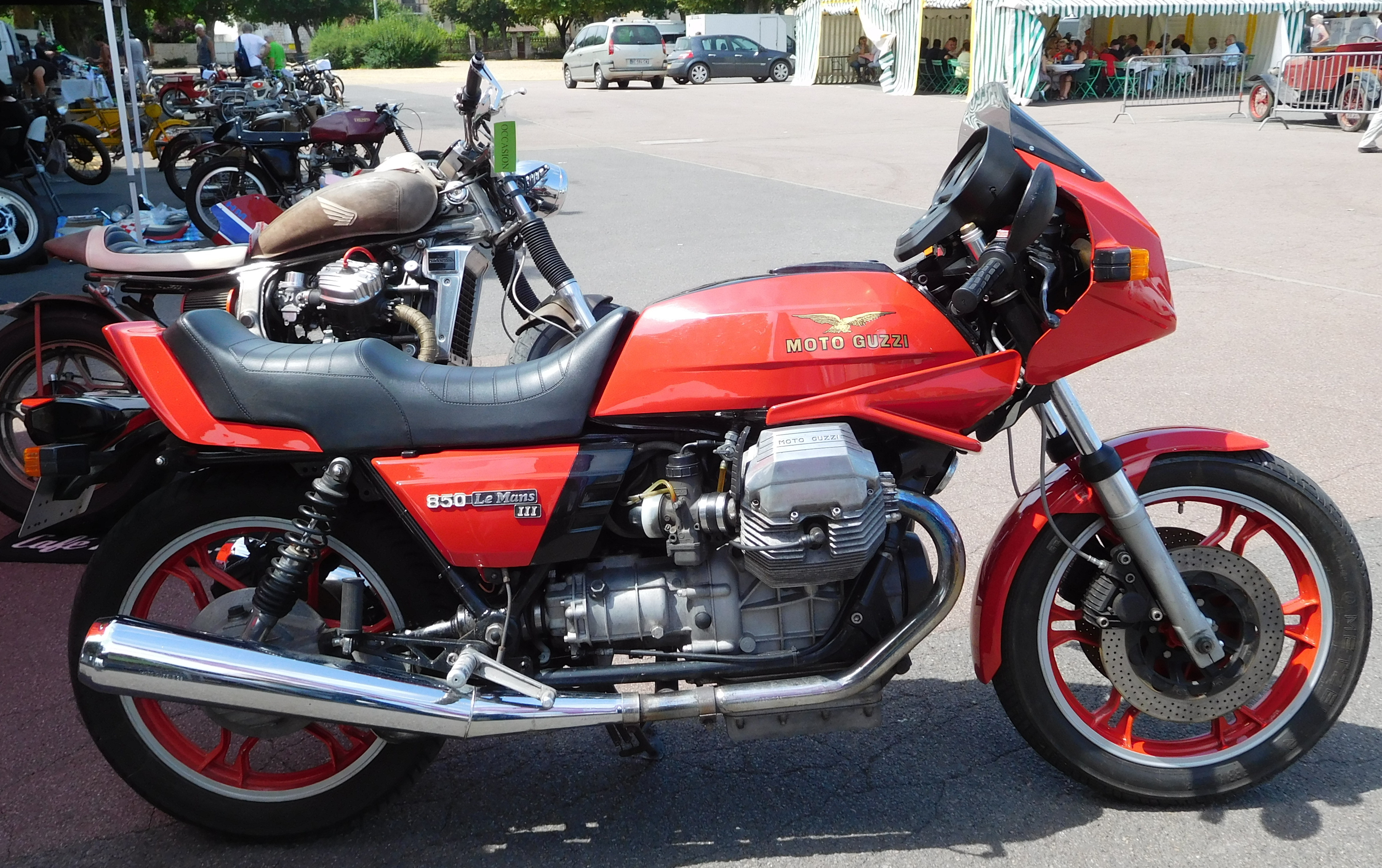
Moto Guzzi 850 Le Mans III.